# 朱鶴齡
朱鶴齡（1606年—1683年），字長孺，號愚庵，江蘇吳江人，明末清初学者。

## 生平
明末諸生，明亡後隱居家鄉，專心著述，與顧炎武、錢謙益、吳偉業、萬斯同、徐學等有往來。著有《毛詩通義》。四庫館臣評：“其凡例九條及考定鄭氏詩譜皆具有條理。惟鶴齡學問淹洽，往往嗜博好奇，愛不能割，故引據繁富而傷于蕪雜者有之，亦所謂武庫之兵，利鈍互陳者也。要其大致則彬彬矣。”

## 著述
著有《愚菴小集》，四庫全書版本。

## 延伸阅读
[在维基数据编辑]
 《清史稿·卷480》，出自趙爾巽《清史稿》